# Пједиколе (Ријети)
Пједиколе је насеље у Италији у округу Ријети, региону Лацио.
Према процени из 2011. у насељу је живело 448 становника. Насеље се налази на надморској висини од 401 м.